# Thomas Preining
Thomas Preining, né le 21 juillet 1998 à Linz en Autriche, est un pilote automobile autrichien. Il est sacré champion en DTM en 2023

## Carrière

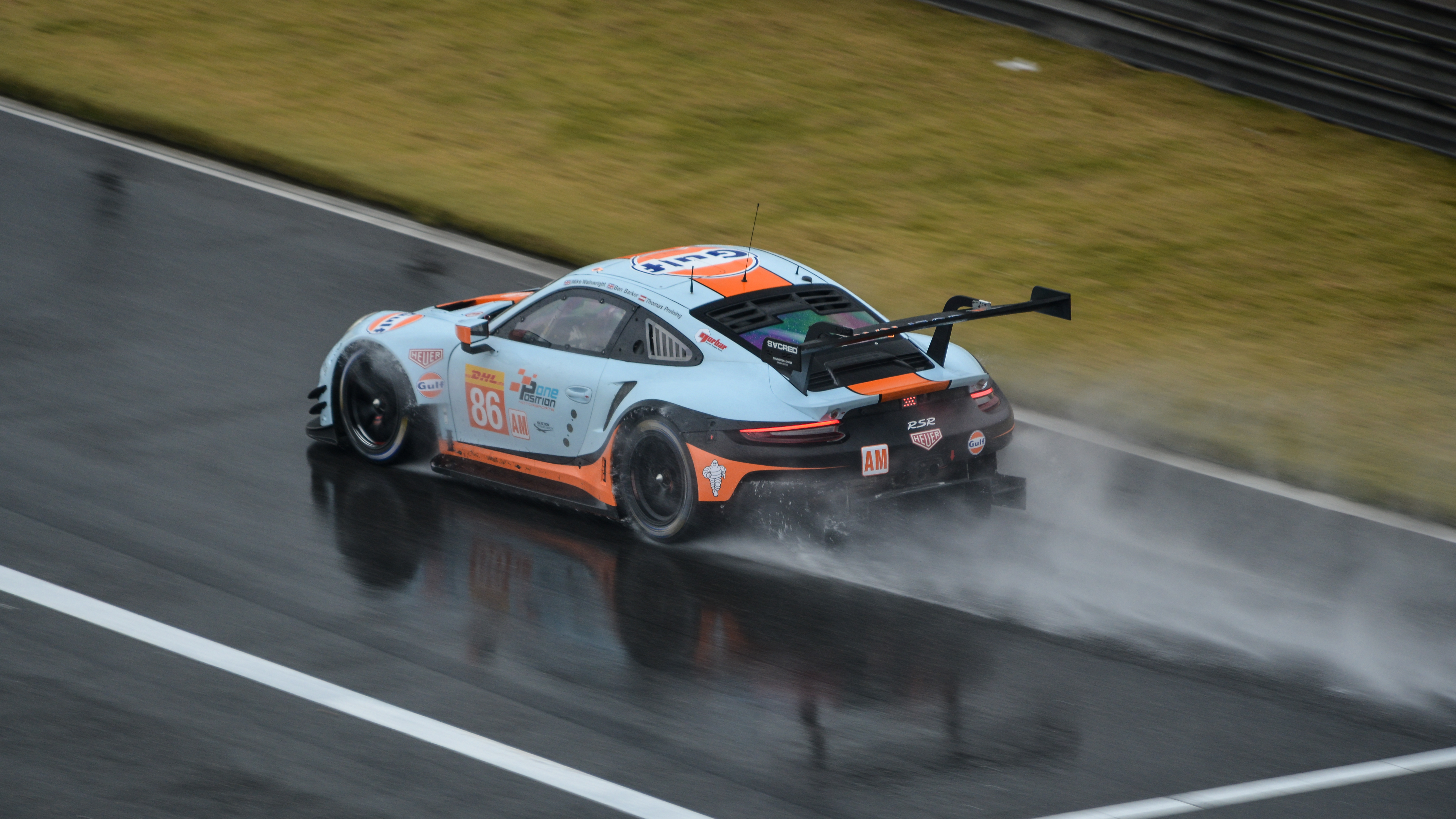
Porsche 911 RSR n̟°86 durant les 6 Heures de Shanghai 2018

## Palmarès

### 24 Heures du Mans
| Année | Écurie                | Copilotes                               | Voiture         | Classe   | Tours | Pos.  | Class Pos. |
| ----- | --------------------- | --------------------------------------- | --------------- | -------- | ----- | ----- | ---------- |
| 2019  | Gulf Racing UK        | Michael Wainwright Ben Barker           | Porsche 911 RSR | LMGTE Am | 321   | 38e   | 8e         |
| 2020  | Dempsey-Proton Racing | Dominique Bastien Adrien de Leener (de) | Porsche 911 RSR | LMGTE Am | 238   | N. c. | N. c.      |

### Championnat du monde d'endurance FIA
| Année     | Écurie                | Voiture         | Moteur                    | Classe   | 1   | 2   | 3   | 4     | 5     | 6     | 7     | 8     | Position | Points |
| --------- | --------------------- | --------------- | ------------------------- | -------- | --- | --- | --- | ----- | ----- | ----- | ----- | ----- | -------- | ------ |
| 2018-2019 | Gulf Racing UK        | Porsche 911 RSR | Porsche 4,0 L Flat-6 Atmo | LMGTE Am | SPA | LMS | SIL | FUJ 4 | SHA 9 | SEB 4 | SPA 7 | LMS 4 | 11e      | 53     |
| 2019-2020 | Dempsey-Proton Racing | Porsche 911 RSR | Porsche 4,0 L Flat-6 Atmo | LMGTE Am | SIL | FUJ | SHA | BHR   | SÃO   | SEB   | SPA   | LMS   |          |        |

N.B. * Saison en cours. Les courses en " gras  'indiquent une pole position, les courses en "italique" indiquent le meilleur tour de course.

### European Le Mans Series
| Année | Écurie             | Châssis         | Moteur                    | Classe | 1     | 2   | 3   | 4     | 5   | 6   | Position | Points |
| ----- | ------------------ | --------------- | ------------------------- | ------ | ----- | --- | --- | ----- | --- | --- | -------- | ------ |
| 2019  | Proton Competition | Porsche 911 RSR | Porsche 4,0 L Flat-6 Atmo | LMGTE  | LEC 7 | MON | BAR | SIL 1 | SPA | POR | 6e*      | 32*    |

N.B. * Saison en cours. Les courses en " gras  'indiquent une pole position, les courses en "italique" indiquent le meilleur tour de course.

### DTM
| Année | Voiture                 | Équipe            | Courses disputées | Victoires | Pole positions | Podiums | Records du tour | Points inscrits | Classement |
| ----- | ----------------------- | ----------------- | ----------------- | --------- | -------------- | ------- | --------------- | --------------- | ---------- |
| 2022  | Porsche 911 GT3 R (992) | KÜS Team Bernhard | 15                | 2         | 0              | 4       | 1               | 116             | 5e         |
| 2023  | Porsche 911 GT3 R (992) | Manthey Racing    | 16                | 3         | 3              | 8       | 2               | 246             | Champion   |
| 2024  | Porsche 911 GT3 R (992) | Manthey Racing    | 1                 | 0         | 0              | 0       | 0               | 0               | En cours   |